# Abruzzes et Molise
Abruzzes et Molise (en italien : Abruzzi e Molise) était une région d'Italie de 1852 jusqu'au 27 décembre 1963. Sa capitale était L'Aquila. Ses habitants s'appelaient les Abruzzais et Molisans (en italien : abruzzesi e molisani). En 1963, la région est divisée en Abruzzes et Molise.

## Histoire
Depuis l'époque du royaume de Naples, cette région était considérée comme une entité unique avec sa capitale régionale L'Aquila. À cette époque, la région était divisée en quatre provinces: l'Abruzze ultérieure première, l'Abruzze ultérieure seconde, l'Abruzze citérieure et le comté de Molise.
En 1852, les États pontificaux ont annexé Ancarano, puis d'autres changements ont eu lieu au cours de la formation du royaume d'Italie, y compris l'annexion de Venafro et les ajustements de la frontière avec la Campanie.
En 1927, un ajustement supplémentaire est effectué lorsque Cittaducale a été affecté à Rieti dans le Latium.
Officiellement créée par la Constitution italienne en 1948, la région des divisée en 1963 entre la région des Abruzzes et celle de Molise.

## Administration
La région Abruzzes et Molise était divisée en cinq provinces :
- province de L'Aquila ;
- province de Campobasso ;
- province de Chieti ;
- province de Teramo ;
- province de Pescara